# Peperomia johnsonii
Peperomia johnsonii är en pepparväxtart som beskrevs av C. Dc.. Peperomia johnsonii ingår i släktet peperomior, och familjen pepparväxter. Inga underarter finns listade i Catalogue of Life.